# Негрешть-Оаш
Негрешть-Оаш, Негрешті-Оаш (рум. Negrești-Oaș) — місто у повіті Сату-Маре в Румунії. Адміністративно місту підпорядковані такі села (дані про населення за 2002 рік):
- Луна (596 осіб)
- Тур (1672 особи)

Місто розташоване на відстані 433 км на північний захід від Бухареста, 41 км на схід від Сату-Маре, 122 км на північ від Клуж-Напоки.

## Знаменитості
- Марія Тріпон — вчитель і виконавець народної музики[3]
- Йонуц Сілагі — румунський художник, голова Народного ансамблю[3]

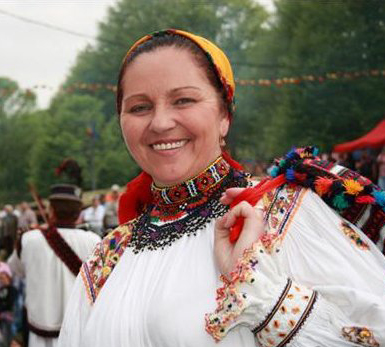
Марія Тріпон
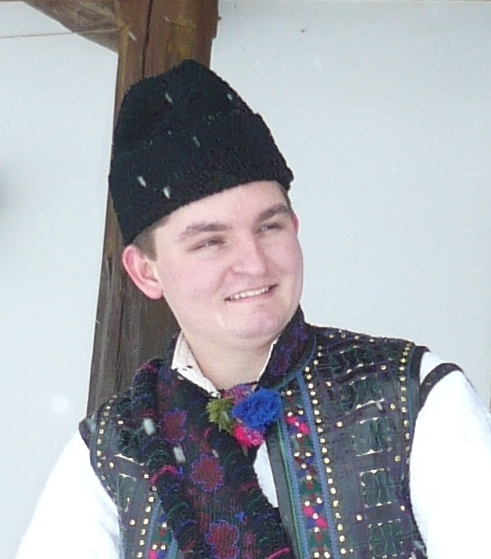
Йонуц Сілагі

## Населення
За даними перепису населення 2002 року у місті проживала 13 871 особа.
Національний склад населення міста:
| Національність   | Кількість осіб | Відсоток |
| ---------------- | -------------- | -------- |
| румуни           | 13195          | 95,1%    |
| угорці           | 553            | 4,0%     |
| цигани           | 72             | 0,5%     |
| німці            | 15             | 0,1%     |
| українці         | 12             | 0,1%     |
| росіяни-липовани | 6              | < 0,1%   |
| словаки          | 6              | < 0,1%   |
| італійці         | 3              | < 0,1%   |
| серби            | 2              | < 0,1%   |
| турки            | 1              | < 0,1%   |
| болгари          | 1              | < 0,1%   |

Рідною мовою назвали:
| Мова       | Кількість осіб | Відсоток |
| ---------- | -------------- | -------- |
| румунська  | 13322          | 96,0%    |
| угорська   | 511            | 3,7%     |
| циганська  | 8              | 0,1%     |
| німецька   | 7              | 0,1%     |
| російська  | 6              | < 0,1%   |
| українська | 4              | < 0,1%   |
| італійська | 4              | < 0,1%   |
| сербська   | 2              | < 0,1%   |
| болгарська | 2              | < 0,1%   |
| турецька   | 1              | < 0,1%   |

Склад населення міста за віросповіданням:
| Релігія                                       | Кількість осіб | Відсоток |
| --------------------------------------------- | -------------- | -------- |
| православні                                   | 10548          | 76,0%    |
| римо-католики                                 | 472            | 3,4%     |
| п'ятдесятники                                 | 429            | 3,1%     |
| греко-католики                                | 421            | 3,0%     |
| реформати                                     | 313            | 2,3%     |
| не релігійні                                  | 100            | 0,7%     |
| адвентисти                                    | 33             | 0,2%     |
| баптисти                                      | 9              | 0,1%     |
| мусульмани                                    | 4              | < 0,1%   |
| лютерани (Синодально-пресвітеріанська церква) | 3              | < 0,1%   |
| атеїсти                                       | 3              | < 0,1%   |
| старообрядці                                  | 1              | < 0,1%   |
| не вказали релігію                            | 13             | 0,1%     |

## Зовнішні посилання
- Дані про місто Негрешть-Оаш на сайті Ghidul Primăriilor [Архівовано 31 серпня 2009 у Wayback Machine.]